# 大王鱿
大王魷又名大王魷魚、大王烏賊、巨烏賊，是一種生活在太平洋和大西洋深海的魷魚，其天敵是抹香鯨，是世界上數一數二的無脊椎動物。雌性烏賊全長大約12-13米，其身體長度大約為4米，觸手長度為10米甚至更長，眼睛大如餐盘；雄性比雌性小得多，但並未發現過完整活體；根據最新紀錄，其全长最大可达18米。大王鱿的品種劃分虽有爭議，但最近的研究表明，該分類中僅此物種被發現。
大王魷曾被認為是一種傳說中的生物（克拉肯）甚至是克蘇魯，北欧神话的海怪就是以牠为原型，只不过尺寸、攻击性和智商夸大。由於活動領域在深海，人們對大王魷多半只能從其天敵抹香鯨胃中未消化的殘骸中和漁民們口耳相傳的目睹事件中拼湊猜測其生態，對於某些生物学家而言是絕對存在的。大王魷的手腕非常之长而使其成為最长的軟體動物，不过体重仍不及哈氏中爪鱿，因此这两者并列為地球上最大的軟體動物。

## 命名
学名 Architeuthis dux 源自古希腊语 ἀρχι-（archi- , “chief, leading”）和 τευθίς（-teuthis, “small squid”）以及拉丁语 dux（“leader”），亦即“most important squid leader”“最重要的鱿鱼首领”。

## 特征
大王魷后端两鳍相合，略呈圆形，末端尖；角膜开式；腕甚长，触腕尤长，约为胴长的四倍；並在觸肢上有吸盤及倒鉤，這使得它比同類大烏賊還來的危險多；内壳羽状，角质。另外為了保持身體的浮性，大王魷會分泌一些氨氣，以至於被捕撈后會散發奇怪的惡臭。

## 产地
主要产于北大西洋和北太平洋。生活在水深300m至3100m深的水域。推测全世界的深海海域都有分布，而且数量庞大。根据北极以及俄羅斯的渔民所阐述，以前他们的捕鲸船借助巨大的脱网可以找到大王魷，最常捕获的海域是纽芬兰、挪威和纽西兰；塔斯马尼亚所捕获的，身长超过十公尺（三十尺）；其中在北冰洋和太平洋海域被捕獲到的大烏賊多半都生活在較淺的海域中；此外在澳大利亚东南海岸和日本的小笠原群岛也经常发现大王魷尸体或残骸，但個體偏小。紐西蘭附近可以捕獲較大的烏賊，但多半都是大王酸漿魷；而南非海域也可以捕獲到一些烏賊。但由於部分原因，很難捕獲到較為完整的標本。部分科学家利用捕獲到的海域位置和當地鯨類的活動情況來推斷只要是有抹香鲸的主要活动水域都会有大王魷的巢穴。但迄今为止都没有发现大王魷在深海的活动水域。

## 體型

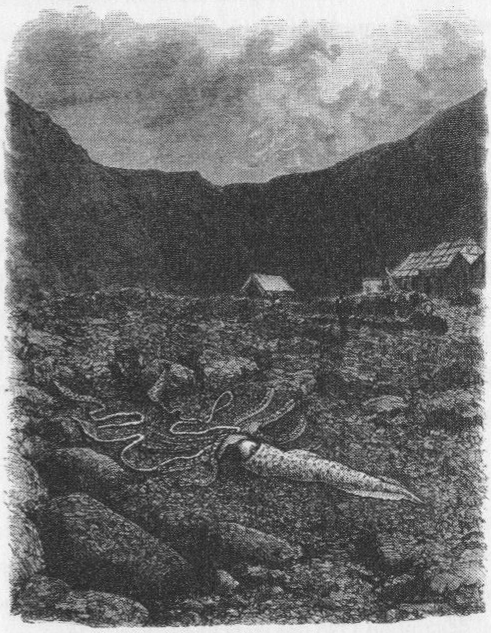
绘画图：1877年在圣保罗发现的大王魷尸体

大王魷是目前已知的第二大無脊椎動物，也是所有現存最长的软体动物。雖然在體重上還有爭議但是大王魷拥有比生活在南極的大王酸漿魷更长的触手。不過部分已滅絕的頭足綱物種，包括生存於白堊紀的蝦夷巨魷及波塞冬羽幌魷以及生存於奧陶紀的內角石可能具有更為巨大的體型。另外，原先生存於白堊紀的托斯特蛸屬，最初推測具有2米（6英尺6.7英寸）長的外套膜，估計其體型可與大王魷相當（包含觸手體長可超過10米（32.8英尺）），不過現在托斯特蛸屬可能為疑難名，而用於推算最大體長的標本實際上屬於矛蛸屬，但由於矛蛸屬的觸手長度並不長，即使有2米（6英尺6.7英寸）的外套膜，全長估計也僅有3米（9.8英尺）。不過有科學家曾在侏羅紀時期的魚龍和海鬣蜥化石上發現疑似被巨型頭足類生物攻擊過的痕跡，認為古代可能有更大的未知頭足類生物存在，但仍沒有發現確切的化石作為證據。
大王魷的大小（特別是總長度）往往被誇大。標本達到甚至超過20米（66英尺）的報告是普遍的，但迄今為止很少有關於該品種大小的研究證明。據魷魚專家史蒂夫·奧西（Steve O'Shea）說，這樣的長度可能是因為烏賊死後其觸手因彈性拉長所致，因为根据在抹香鲸胃裏发现的大王魷的残骸和喙状嘴，推算最大的大王魷长度仅有14米，而且数量庞大。而且和其他头足类一样，雌性乌贼比雄性要大得多，后者最大仅10米。虽然目前已经确认其最大个体为13米，但仍舊有人認為深海中可能有更大的大王魷，其長度應大於18米（54英呎）甚至更長。而美國古生物學家兼地質學家馬克-麥克梅納名明（Mark McMenamin）根據一些不完整的化石證據推斷在古代就有大型魷魚的存在，並且指出一些魚龍或蛇頸龍化石呈現“奇怪的扭曲”，疑似是遭到巨型頭足類生物攻擊所致，認為可能存在體長超過43英呎至75英呎（超過14米）的巨型烏賊，但因為生活在深海所以很難被發現。
根據對130個大王魷標本和在鯨魚胃中發現的烏賊喙所進行調查后認為，大王魷身體的平均長度為2.25米（7.4英尺），部分種類的長度不超過5米（16英尺）。推算出雌性大王魷的總長度為13米（43英尺），重275公斤；而雄性的總長度約為10米（34英尺），重150公斤

### 爭議
事實上，大王魷不是體型最巨大的無脊椎動物，因為於近年，在南極外海發現了体重更大的大王酸漿鱿。

## 習性

### 捕食
最近的研究表明，大王魷會獵食大型深海魚類和其他頭足類生物。他們會用兩條長觸手捕捉獵物，用鋸齒狀的吸盤夾住它的兩端。然後他們把它帶到位於觸手中心的嘴部，並在放到食道之前會用類似於鳥嘴般的喙將獵物切碎。目前的研究證據認為大王魷是單獨覓食，因為在被漁網補獲時，大多都是單個個體。而且在紐芬蘭、挪威和紐西蘭的漁民在捕魚時會發現因喙或吸盤卡在漁網或魚鉤上而無法掙脫的大王魷，部分被捕獲的巨型魚類身上可以看到奇怪的鉤痕，以此證明大王魷是一種掠食性動物。

### 天敵
成年大王魷的唯一知名的天敵是抹香鯨，但偶爾也會在领航鲸、太平洋睡鲨、南极睡鲨等大型掠食者體內發現大王魷的殘骸。抹香鯨會在深海中會利用聲吶定位大王魷，科學家們試圖利用它們觀察他們研究大王魷。睡鯊和深海鯨類等可能不會招惹大個體大王魷，太平洋睡鯊不可能捕食比牠更大的巨烏贼，所以他们只吃死掉的巨烏贼，而南极睡鲨可能依靠偷襲捕食大王魷，只有雄性抹香鯨利用龐大的身軀和聲納來獵食大王魷，因為大王魷對聲音的感知能力很強，抹香鯨可以在深海發出強而有力的噪音，足以震昏大王魷再將其吞入腹中。同類相殘也是大王魷的一大特徵：在2016年10月中旬至晚上，一隻9米（30英尺）的大王魷被衝上西班牙加利西亞海岸。由於在死亡前不久被一名叫哈維爾·昂迪科爾（Javier Ondicol）的旅客所拍攝，並由海洋物種研究和保護協調員（CEPESMA）對其屍體進行了檢查，表明魷魚受到另一隻巨型魷魚的攻擊和致命傷害，損失其魚鰭的一部分，其鰓部受到損壞，而且一隻眼球也明顯被吞食，標本的完整性質表明，這隻烏賊慢慢撤退到淺灘，以此躲避同類的獵食。此外在西班牙以及澳洲，都有人在被沖上海岸大王魷體內發現同類的痕跡。或者，這種魷魚攻擊可能是獵物競爭的結果。根據同屬於巨型頭足類的美洲大赤鱿也有捕食同類的習性，科學家們相信同類相殘是深海大型魷魚的一大特徵。

## 历史
公元前四世紀时，亚里士多德曾描绘出一种巨大魷魚，他稱之為Teuthus，將其與其他的小型魷魚（Teuthis）區分開來。他曾说过：“Teuthus 比 Teuthis 大得多，因為 Teuthis 在体型上比 Tenthus 小近五倍。”没有人知晓他所说的这句话原意是什么，但部分人推测亚里士多德利用 Teuthus 的复数 Teuthis 来形容大王魷和普通的乌贼，也代表着前者的庞大和恐怖，因为当时头足类通常被描绘成一种可怕的海底生物。
在古希腊时期，船员就曾目击到巨大的鱿鱼或墨鱼状生物，并将这一类未知生物命名为“统治者乌贼”。
五百年后，生活在公元一世紀的老普林尼也在他的《自然史》一书上描繪了一條巨大的魷魚，其長9.1米（三十尺），重量为320公斤（700磅）。
关于大王魷的传说一直存在，无论是欧洲还是中国都有相关记载，不过在大多数情况下大王魷都是以巨型的海怪身份登场，而且因为年代久远，大部分文献已无从考证，至今科学界都很难证明当时海员遇到的海怪是否为大王魷。而最有名的就是一种巨大海龟状生物，可以吞噬掉一整艘船，而且可以吐出黑色的墨汁。最有名的还是挪威海怪克拉肯，也是迄今为止最负盛名的海怪，拥有很多的触手还可以吐出黑色的毒液并将船只拉入海底。但是因为当时人类对海洋生物并不了解，所以在很长一段时间里挪威海怪都是以海蛇或鲸鱼状的生物登场，有时候还会被描述成巨大的螃蟹或甲壳类生物。
18世纪末至19世纪初，法国自然学家皮埃尔·丹尼斯·德·孟福尔描绘了一张著名的挪威海怪的画图：一张巨大的，长者一对大眼睛的巨型章鱼缠住帆船的景象。该图也成为日后人们谈论挪威海怪时所广为流传的经典画像。而他的灵感来源于1783年在抹香鲸胃中发现的一条长约8米长的不明头足类生物触手，并以此证实大型章鱼的存在。1802年，皮埃尔在描述软体动物的百科全书《软体动物普通与特殊的自然历史》中确认了两种大章鱼的存在：第一种叫做克拉肯章鱼（kraken octopus），已经被挪威水手和美国捕鲸船员，还有古代作家比如老普林尼描述过。第二种则被赋予了一个科学名称，巨型章鱼（colossal octopus）。而第二种的身躯则大得多，更符合皮埃尔对大型未知头足类的研究。他曾听闻巨型章鱼在安哥拉的近海袭击从圣马洛航行而来的货轮。德蒙福特后来提出更为敏感性的观点：他说10艘英国战舰在1782年的一个晚上神秘地消失了，因此肯定是遭到大章鱼的袭击而沉没。不巧的是，英国人清楚地知道那些战舰究竟发生了什么事。德蒙福特的声誉就因为这样受到极大的损坏，以后再也没有恢复过来。1820年，他在穷困中饿死于巴黎。值得一提的是，许多德蒙福特所提出的关于克拉肯章鱼概念的来源被用于后来科学家对巨型未知头足类的研究。

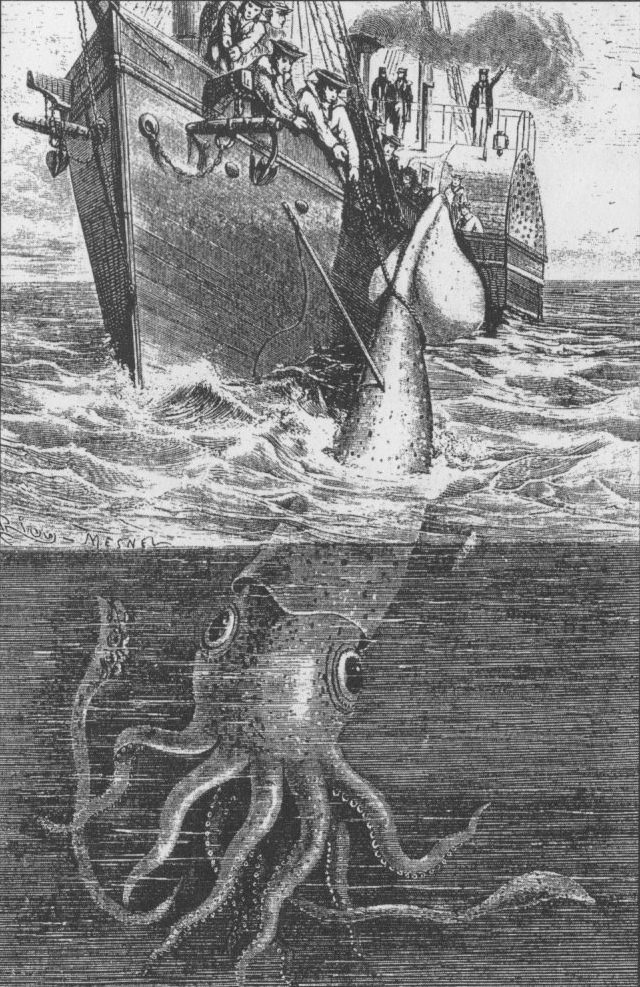
艺术作品：1861年，法国战舰 Alecton 所捕获的大王魷。该事件激发了小说家儒勒·凡尔纳并借此创作了《海底两万里》这部作品

在工业革命之后，科学界开始慢慢占上风，有关海怪的传说也逐渐消失。丹麦生物学家喬珀托斯·史汀史翠普在19世紀50年代寫了許多關於巨型魷魚的論文。他在1857年的一篇文章中首先使用了“Architeuthus”（這是他所選擇的拼寫）這一術語来描述“未知的巨型头足类生物”。而第一次真正目击到大王魷的事件是在1861年11月30日，法国战舰“阿莱克顿”号在大西洋海域的加那利群岛见到了一条身长约为6米（18尺）的乌贼状生物，船長希耶爾後來寫道：“我認為那就是曾引起不少爭論且許多人認為是虛構的大型魷魚狀生物。”希耶爾和船員們用魚叉把它叉中，又用繩套住它的尾部。但怪物瘋狂地亂舞角手，把魚叉弄斷逃去。繩索上只留下重約40磅的一塊肉。該事件甚至驚動了法國海軍，因而科學界重新展开了对巨型头足类生物的研究。從1870年到1880年，許多乌贼残骸被发现在紐芬蘭的海岸上。例如，1878年11月2日在紐芬蘭顶针湾所发现的标本最为完整，其外套膜長6.1米（20英尺），触手为10.7米（35英尺）長，估計重達1噸。 1873年，纽西兰发生多起疑似是大王魷的攻击事件，受害者多为被触手勒死，而且脖子上有遗留下吸盘状的痕迹。
而第一起有記載的大王魷攻擊人的事件發生在1873年紐芬蘭。十月份時，兩名漁夫帶著一名十二歲的男孩出海打漁，卻在海中央遇到了一頭和烏賊很像的怪物襲擊。後來男孩將一條觸手砍斷后三人才脫險，而那條觸手有六公尺長。當地的一名牧師在研究后認為該生物體長應該超過32英呎或37英呎。根據三人的描述，該怪物無論在特征還是行為上都與挪威海怪相類似。因此很多人開始相信大王魷也許確實存在

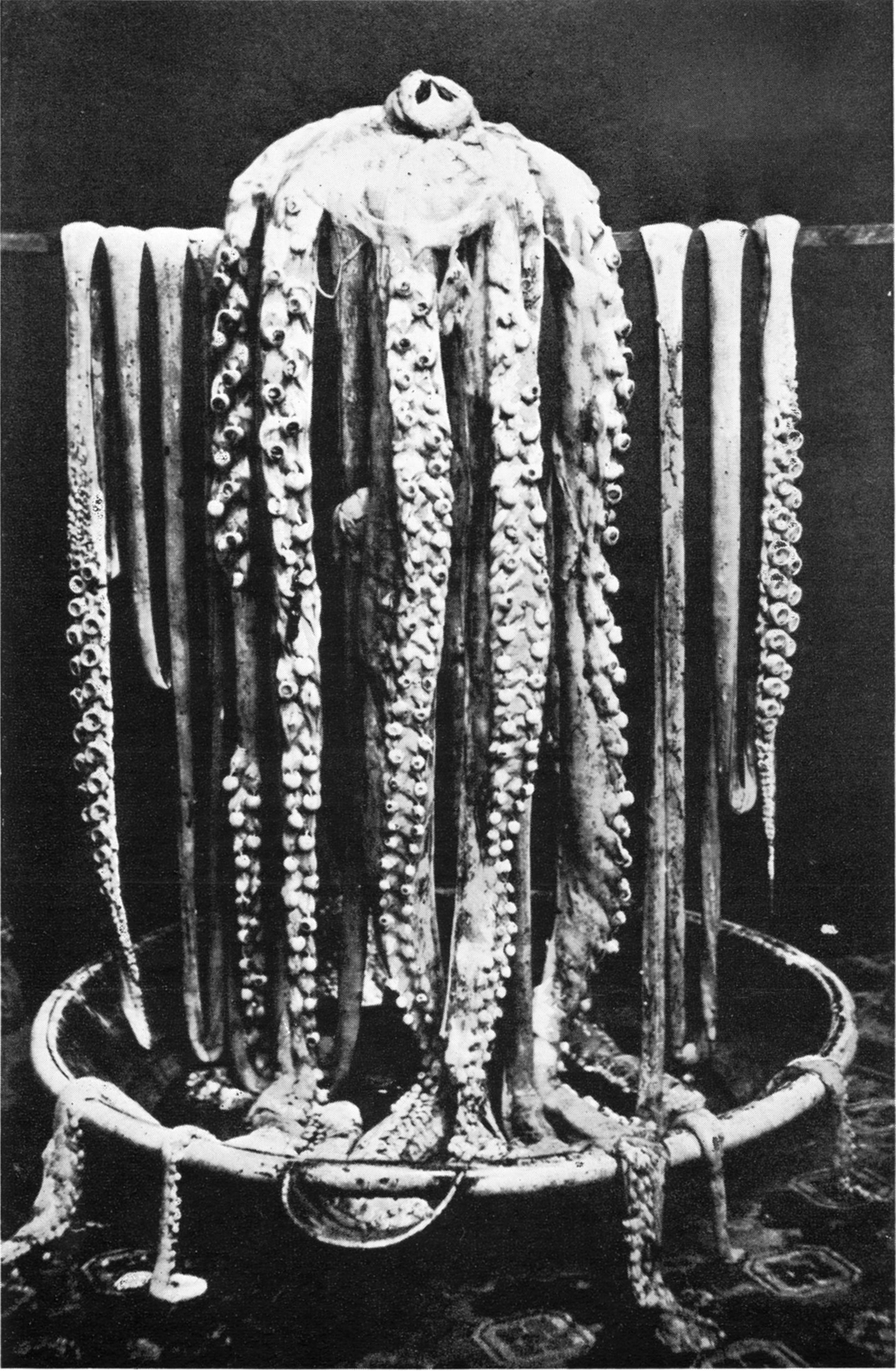
1873年，在美国牧师 Moes Harvey 家的浴缸里所展现的大王魷尸体。在十九世纪因为照相机的发明导致大王魷的尸体开始被记录下来

儘管当时还没推测出大王魷的活动范围，但在纽芬兰、挪威和纽西兰有大量的大王魷尸体被捕获，长度大约都处于5米（15英尺）至13米（39英尺）。部分科学家认为大王魷和普通的鱿鱼或墨鱼一样有周期繁殖，在产卵后大批死亡。但是后来很少有报道称发现大量的大王魷尸体，而且大小也小于13米（39英尺），具体原因不明。
二戰時期，無論是太平洋還是大西洋都有目擊到巨大未知頭足類生物的報告。最有名的莫過於在馬爾代夫群島服役的英國士兵 J.D Starkey，聲稱曾目擊到長達40米（120尺）的恐怖頭足類生物。而無論是美國還是英國的海軍都聲稱在黑夜下的無人區海域看到了未知的頭足類生物，有些甚至會攻擊船員。當時科學家對大型頭足類生物的研究還僅僅停留在它們殘缺不全的尸骸上，無法證實這些船員的言論是否可信。但是有一點可以證明的就是在深海裡確實有未知的頭足類生物，大型的章魚或烏賊是存在的。
2004年，福克兰群岛发现了一隻名為“Archie”的大型鱿鱼。長8.62米（28.3英尺），随后被送往倫敦的自然歷史博物館進行研究和保存。2006年3月1日向民众展出。迄今为止很少有人发现完整的大王魷标本，大多都是体长小于10米（三十尺）的乌贼，而且多数已经被其他生物啃咬的残缺不全。
截止2011年，已知的大王魷標本數量接近700个，每年都有新的报告。這些標本中約有30個较为完整的在世界各地的博物館和水族館展出。位於西班牙的森特罗德尔卡拉玛吉甘特曾展出过目前已知最大的标本（虽然历史上发现的最大标本为17.03米，但样本早已经流失），但是大王魷的尸体极容易腐败，以至于部分标本在长时间浸泡后已经腐烂变质。
现在的大王魷幼体已经被找到，其长度约为一厘米，而且在人工培育下无法存活。
在21世纪初，科学家根据不完整的证据判断巨型乌贼居住在深海而且是食肉动物，寿命只有几年，成长速度非常快。经管推测出最大身长为13米（39英尺），但没有人知道最大个体有多大。有人认为如果人类与大王魷生活在同一领域，后者会立即将人类吃掉。

### 活體研究和追蹤
雖然在19世紀就已經發現大王魷，但直到21世紀初，科學家仍舊很難在野外發現活體的樣本。 海洋生物學家理查德·艾爾斯將其描述為“自然史上最難以捉摸的生物”。 1993年，《歐洲海洋貝類》一書中登出了“活著的大王魷”（Architeuthis dux）圖片被登出，當時人們認為這是首次拍攝到的活體大王魷照片。 然而，根據研究后認為這張照片根本就不是大王魷，而是一種名為力士爪魷的深海大型魷魚，而且是這條魷魚瀕臨死亡才游上淺海岸的。直到2001年，科學家在深海找到了疑似是大王魷的幼苗照片。後在2006年才在深海拍攝到了大王魷的首張活體照片。
2022年4月20日上午10時，日本福井縣小濱市宇久海岸附近的一名魚師發現了一只漂流至海岸邊的大王烏賊，被發現時仍然存活。發現存活的大王烏賊十分的罕見，日本多家媒體均進行了報導。這隻存活的大王烏賊預定未來于同縣坂井市的越前松島水族館進行展示。

#### 第一張成體大王魷的照片
2002年1月15日，在日本濑户内海，人們首次拍攝了一個奄奄一息的成熟的大王魷照片。該烏賊被綁在碼頭上，但是因為長期待在淺海水域導致當科學家將其撈上來時已經死亡，不具備任何研究價值了。

#### 第一張在深海裡發現的大王魷照片
2004年9月30日，由日本國立科學館窪寺恒己和森恭一（小笠原鯨魚觀賞協會會員）首次拍攝到了大王魷照片。在歷經2年的尋找之後，他們在小笠原群島發現了大王魷存在的痕跡。於是他們使用了一艘5噸的漁船，僱傭2名船員。并利用大王魷的天敵抹香鯨的活動範圍為線索，將一條小魷魚以及蝦吊在魚鉤上下沉至900米水域中。同時還準備了一台照相機和閃光燈。當天超過20次垂釣后，一條長約7.8米（23.4英呎）的大王魷襲擊了魚餌。2人藉烏賊的觸手被勾住無法脫身之際拍攝了照片。隨後這條魷魚扯斷觸手并消失在深海當中。根據打撈上來的觸手判斷，這條大王魷身長不到10米。後來的DNA測試證實動物是一條大王魷。
2005年9月27日，窪寺恒己和森恭一向全世界發佈了他們拍攝的照片。在900米的水域里追蹤拍攝大王魷捕食的畫面以及逃跑的過程，這些照片也是世界公認的第一張“巨型魷魚的活體照片”。據窪寺恒己介紹，“我們知道大王魷魚會吃同類，但我們不知道這種生物生活在什麼水域中，所以我們計劃用魚餌把它引誘出來。” 窪寺恒己和森恭一後來還在英国《皇家学会报告》雜誌上詳細描述了他們的觀察。

#### 第一份大王魷的錄像
2006年11月，美國探險家和潛水員斯科特·卡塞爾與他的科考團前往加利福尼亞灣，主要是觀察當地的洪堡烏賊。當時他們為了能更深入研究這些巨型魷魚，使用了一種特殊的拍攝手法：使用一臺特殊訂製的相機裝載在一條魷魚的肉鰭上，再把它送回海中進行觀察。但當眾人在電腦前觀察魷魚的動態時，都看到了它正在被一條長度估計為12公尺至18公尺（43英呎至55英呎）的巨型魷魚追咬.。一年後，無論是《DISCOVERY》還是《國家地理》頻道都製作了紀錄片去解釋這一事件。但卡塞爾隨後卻不願談及這部紀錄片，因為他認為該片中出現的不太像是大王魷一類的已知生物。
2007年12月，日本科學家再次在小笠原群島的海域利用一條小魷魚為魚餌，試圖找到活著的大烏賊。并成功捕獲到一條活著的大王魷，但因為離開深海海域並且當時捕捉時為白天，導致這條烏賊被撈上來后不久便死亡。該烏賊為未成年雌性，體長7米（21尺），身體長度為3.5米（11尺）。這也是人類第一次捕獲到活體的大王魷，并證實了大王魷的顏色為深紅色。
2015年12月，一條迷路的大王烏賊游進日本富山灣被發現，體長約4公尺，一名當地的潛水攝影師一邊錄影一邊引導牠回到大海，是近期內接觸完整的活體。到該名攝影師受訪時提到數度被大王烏賊的吸盤吸到覺得很痛。

#### 其他报告
2013年1月13日，美籍華人攝影師 Tony Wu 在日本小笠原群島的海域摄到了五条成年和一条小抹香鲸捕食巨型乌贼的照片，能拍到这样的照片相当的不易，专家认为这是大鲸在演示告诉小鲸如何捕捉猎物。當時拍攝時烏賊已經被完全吃掉，只剩下頭部還露在抹香鯨的嘴外。不久后鯨魚就將整條烏賊吞入腹中。而 Tony Wu 也和同伴在附近的海面上發現了烏賊的觸手，根據計算這條烏賊的長度應該有十公尺（28英呎）。
2014年，有人在太平洋海域發現了一條成年領航鯨捕食大烏賊的照片，根據判斷應該是一條總長4米（12尺）的烏賊，其顏色還保持鮮紅色。領航鯨已經吃掉了烏賊的大部分軀體，只剩下觸手尚未被吞下。

## 流行文化
由於人類對大王魷的了解很少，它在常人眼中的形象經常被認為是可怕的海怪，並且已經在人類的想像中牢固樹立了自己的位置。 大王魷的代表形象包括由儒勒·凡尔纳所創作的小說《海底兩萬里》；伊恩·弗萊明博士的博士和彼得·班克利的野獸（被稱為野獸 ）和現代動畫電視節目。其中《海底兩萬里》中的大王魷也被稱為挪威海怪（Kraken）傳奇的延續之一。
此外由霍华德·菲利普·洛夫克拉夫特的小说世界为基础，以及奥古斯特·威廉·德雷斯整理完善、众多作者共同创造的架空神话体系《克蘇魯神話》也被認為是借鑒了大王魷的可怕而被創作而出。
但值得證明的是，儘管很多有關大王魷與抹香鯨搏鬥的文章和小說，但兩者之間不是平等的生物關係而是捕食者和獵物。迄今為止，也很少發現大王魷能戰勝抹香鯨的直接證據。

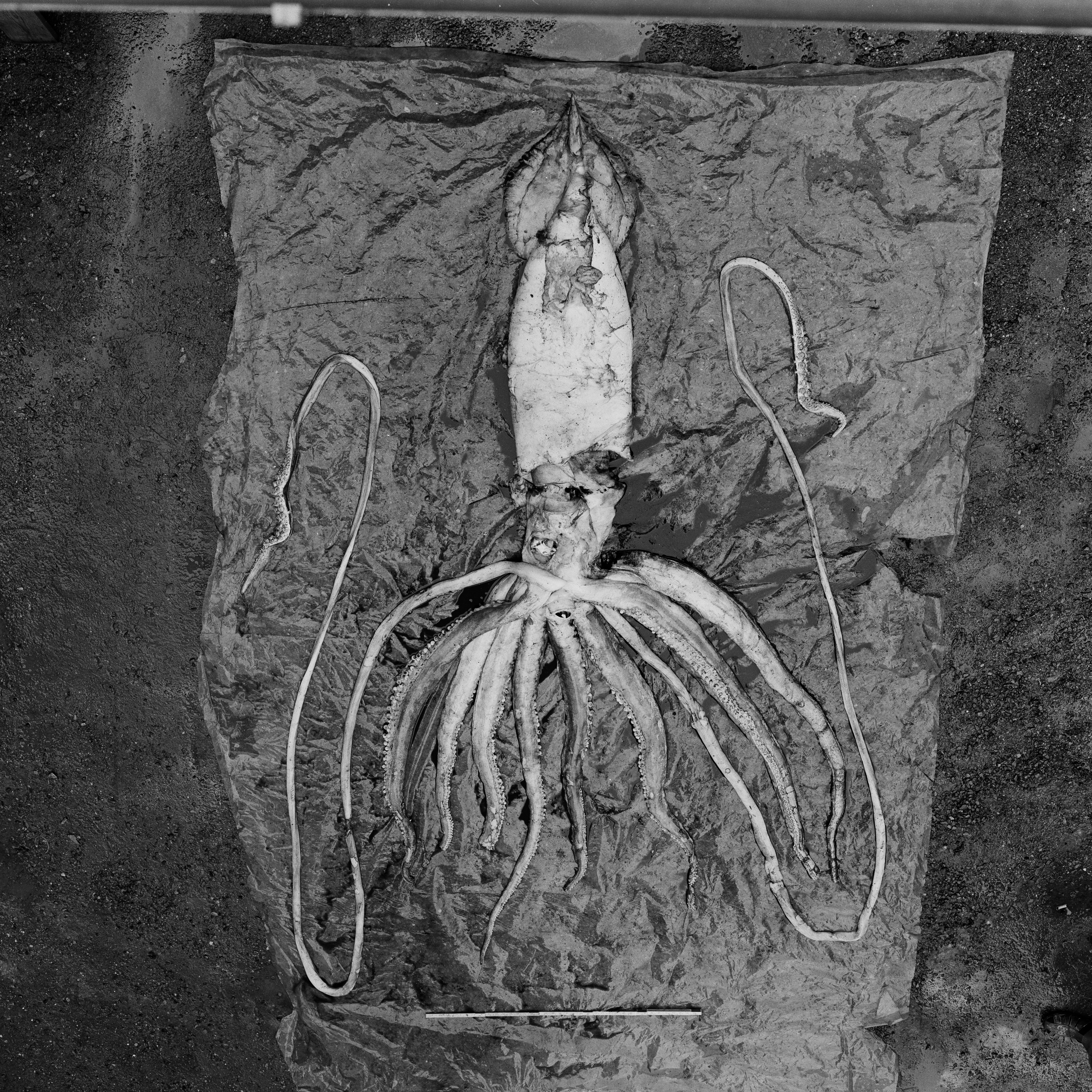
挪威Hemne，1896年
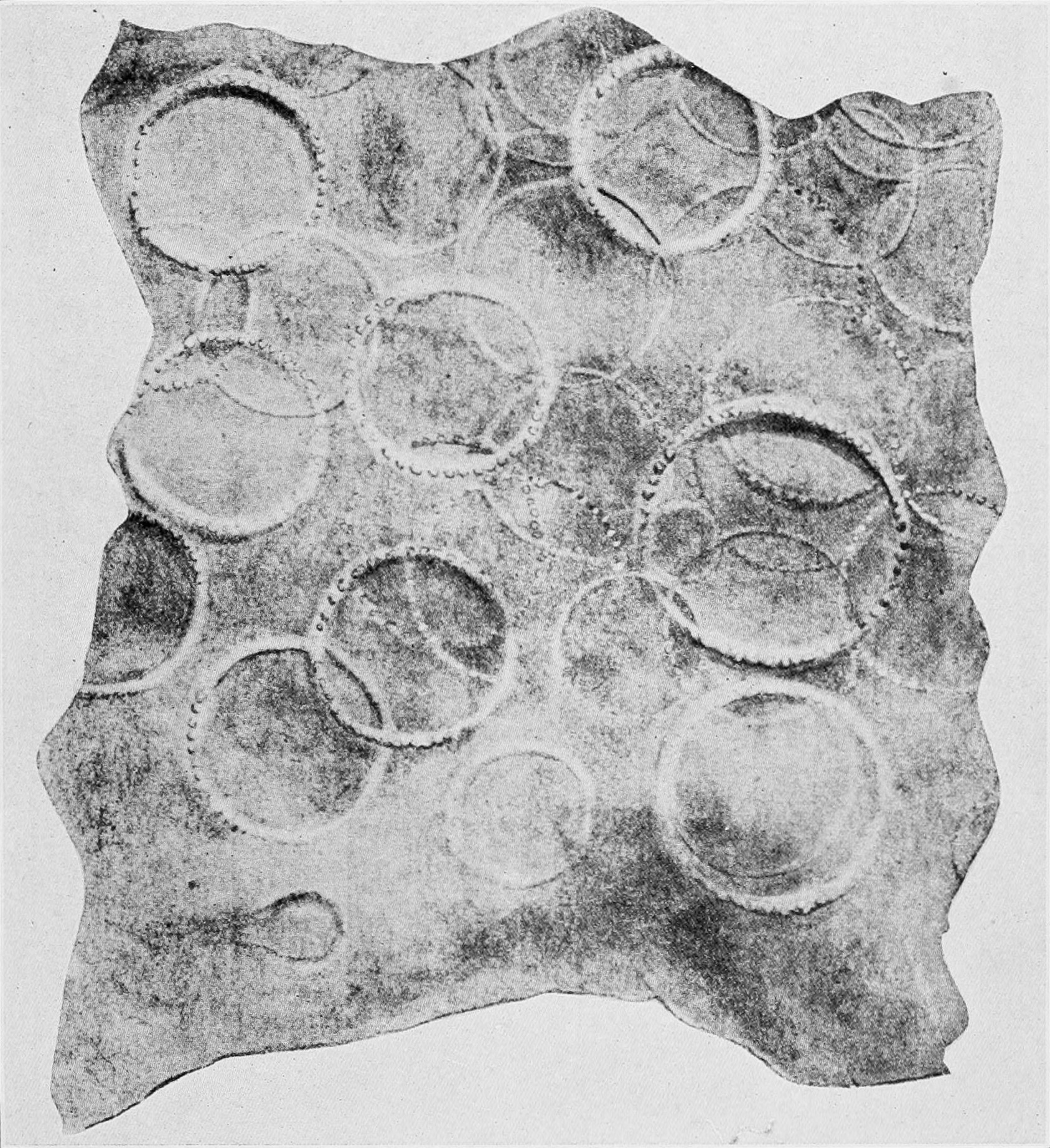
抹香鯨皮膚上的傷痕
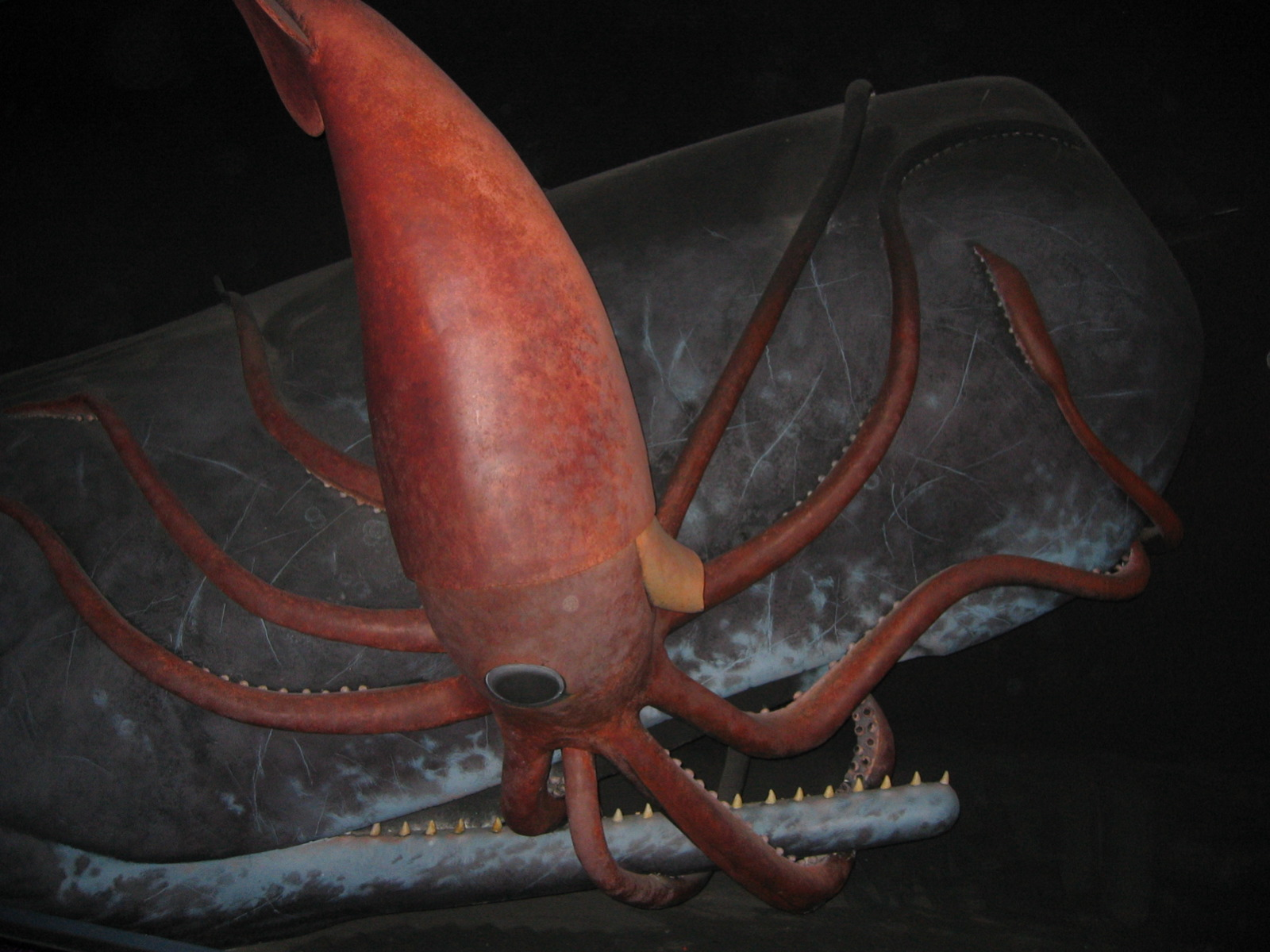
大王魷與抹香鯨搏鬥想像模型，紐約自然史博物館
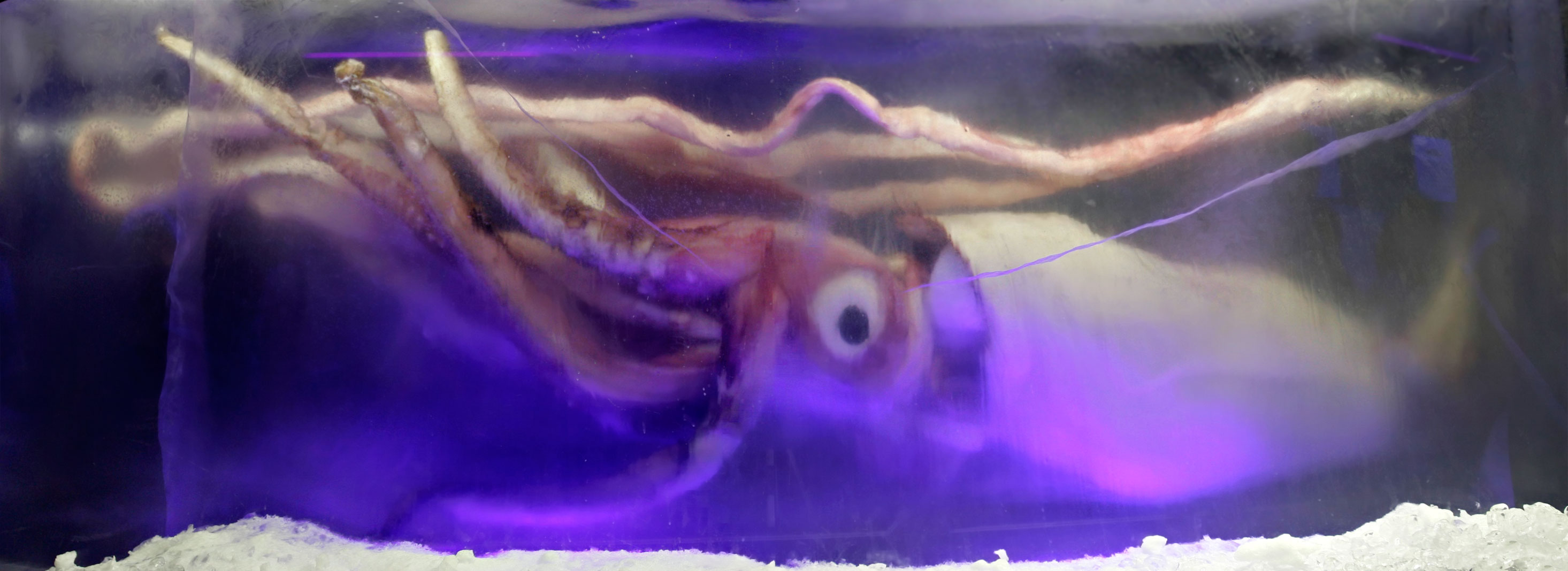
墨爾本水族館內的大王魷標本

## 外部連結
- Architeuthis （页面存档备份，存于）
- TONMO.com's fact sheet for giant and colossal squids （页面存档备份，存于）
- TONMO.com's giant squid reproduction article （页面存档备份，存于）
- In Search of Giant Squid - Smithsonian Ocean Portal （页面存档备份，存于）
- In Search of Giant Squid - Smithsonian Institution Exhibition
- New Zealand - 1999 Expedition Journals In Search of Giant Squid